# Чхатак (газове родовище)
Чхатак (газове родовище) — наразі зупинене газове родовище на північному сході Бангладеш. Перше бангладеське газове родовище, введене в розробку.

## Характеристика
Родовище належить до північно-східного завершення Бенгальського нафтогазоносного басейну, відомого також як басейн Сурма (останній пов'язаний із западиною Сурма, товщина осадкових порід у якій досягає 20 км). Поклади вуглеводнів належать до групи формацій Сурма, котра сформувалась у міоцені — пліоцені в умовах чередування дельти із домінуючими припливами та мілководного моря. На Чхатаку виявлено шість продуктивних зон, які залягають на глибинах від 564 до 1657 метрів.
Газ родовища містить в основному метан (97,9 %), а також етан (1,8 %) та пропан (0,2 %).
Родовище відкрили у 1959 році (друге відкриття у Бангладеш після Сілхету), а видобуток тут почався вже у 1960-му (дещо раніше за подачу першої продукції із Сілхету). Видачу продукції організували через трубопровід до Чхатацького цементного заводу.
У 1985 році через обводнення видобуток на Чхатаку призупинили.
У першій половині 2000-х відновити розробку спробувала канадська компанія Niko Resources. 8 січня 2005-го під час проходження через зону слабо зцементованих пісковиків розпочали підйом бурової колони у необсадженому стовбурі. Це призвело до викиду газу та наступної пожежі, заграва від якої була видна за три десятки кілометрів. Для ліквідації пожежі зафрахтували нову бурову установку та розпочали проходку похилої свердловини, сподіваючись досягнути стовбуру аварійної свердловини та зацементувати його. Втім, за кілька десятків метрів до завершення похилого стовбуру відбулась неконтрольована втрата бурового розчину, що спричинило рух газу уверх з наступною пожежею та втратою бурової. У підсумку припинити пожежу на родовищі вдалось лише у жовтні 2005 року.
Станом на 2019 рік початкові видобувні запаси (категорії 2Р — доведені та ймовірні) оцінювались у 13,4 млрд м3, з яких лише 0,7 млрд м3 було вилучено. Втім, реальні залишкові запаси залишались невизначеними, оскільки для цього була потрібна їх переоцінка із врахуванням наслідків аварій 2005 року.